# 미와정 (교토부)
미와정(일본어: 三和町)은 일본 교토부 아마타군에 놓여졌던 정이다.
2006년 1월 1일, 후쿠치야마시에 아마타군 야쿠노정, 오에정과 함께 편입 합병해 소멸하였다, 정역은 「후쿠치야마시 산와정」이 되었다. 합병 방식은 후쿠치야마시에서 편입되었다.
마을의 특산품은 밤 송이 표고버섯 포도 팥이다.

## 역사
- 1955년 3월 31일 - 아마타군 우바라촌, 호소미촌, 가와이촌을 합병해 미와촌(三和村)이 탄생
- 1956년 4월 1일 - 정으로 승격해 미와정이 되었다.
- 2006년 1월 1일 - 후쿠치야마시에 편입되었다.

## 행정
- 다나카 다카오(田中 敬夫)

## 교통

### 도로
- 국도 9호선
- 국도 제173호선 (일본)(일본어판)